# LOPES (телескоп)

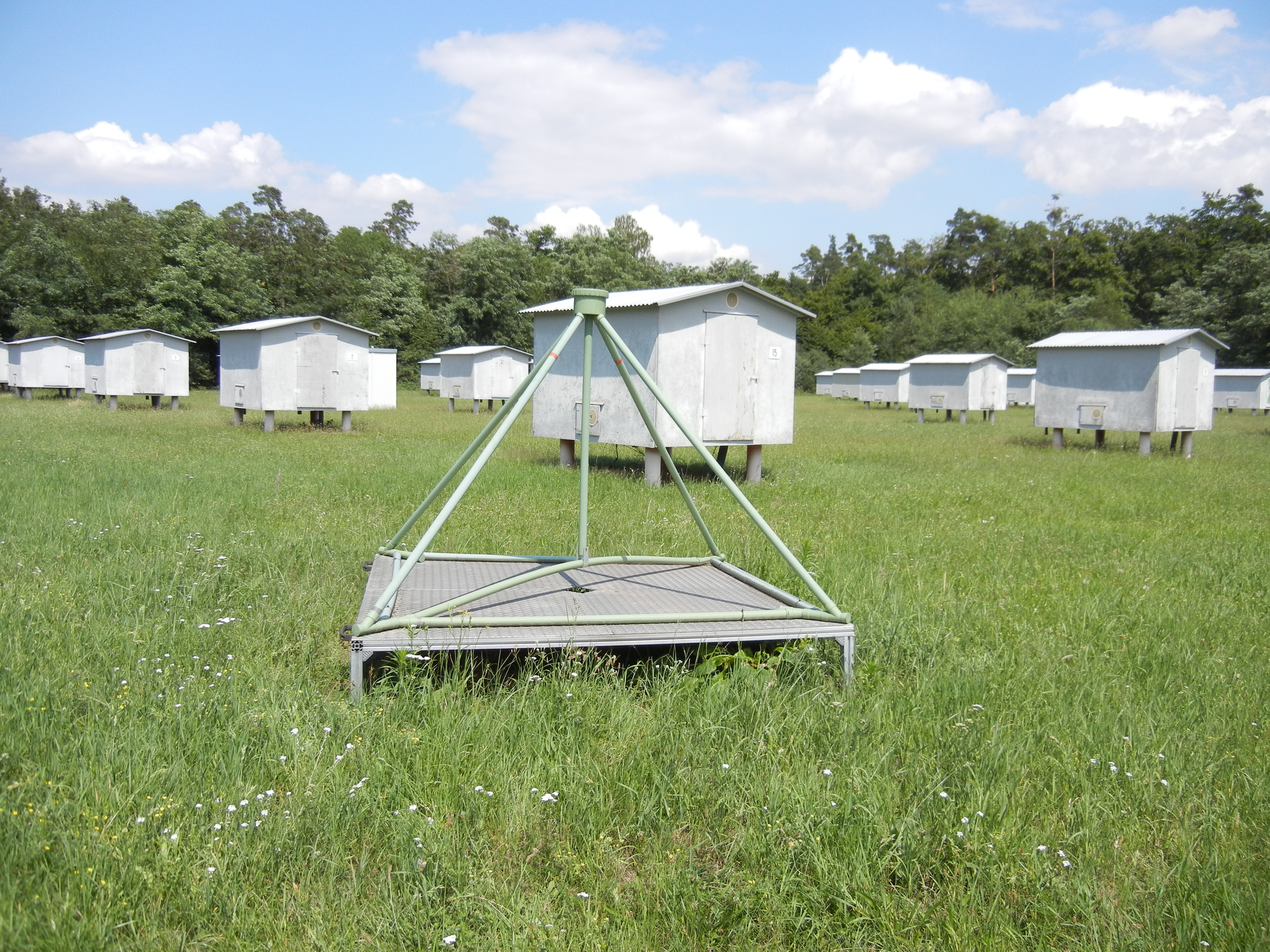
Антена LOPES в масиві KASCADE

LOPES (скорочення від LOFAR PrototypE Station) — колишній масив детекторві космічних променів, розташований у Карлсруе в Німеччині, який працював спільно з іншою обсерваторією космічних променів під назвою KASCADE. Він використовував нестандартну техніку детектування космічних променів, реєструючи породжені ними радіохвилі. У 2013 році, після приблизно 10 років роботи, LOPES був остаточно вимкнений і демонтований.

## Концепція
Типові детектори атмосферних злив, породжених космічними променями, реєструють або безпосередньо вторинні частинки за допомогою лічильників частинок, або випромінене ними черенковське випромінювання. Натомість проєкт LOPES використовував принципово інший підхід, спостерігаючи радіовипромінювання, створене зливою. Заряджені частинки в зливі, переважно електрони та позитрони, трохи відхиляються в магнітному полі Землі. Коли ці частинки змінюють напрямок, вони випускають синхротронне випромінювання. Це випромінювання видно як яскравий спалах на небі протягом кількох наносекунд на частотах до кількох сотень МГц. Вимірюючи ці радіохвилі, проєкт LOPES тестував можливість дослідження космічних променів за допомогою цифрових радіотелескопів, таких як LOFAR.

## Історія
На першому етапі до 2003 року LOPES складався з десяти дипольних антен. Станом на літо 2005 року загальну кількість антен було збільшено до 30. Ці антени передають інформацію в цифровому вигляді до центрального комп'ютера, який зіставляє дані з різних антен, так що антени разом по суті утворюють фазовану решітку. Програмне забезпечення може направляти масив, формуючи віртуальний промінь, а також здатне адаптивно усувати перешкоди від інших джерел, таких як радіо- та телевізійні станції.
Тестовий масив вперше був створений в Інституті Радіоастрономії імені Макса Планка у Бонні для перевірки апаратури та розробки програмного забезпечення. Пізніше він був встановлений на експерименті KASCADE в Карлсруе. Добре відкалібрований експеримент KASCADE слугув відправною точкою для калібрування LOPES.
На другому етапі, який розпочався у 2006 році, 15 антен повернули на 90° для вимірювання поляризації радіосигналу, випроміненого повітряними зливами. Ці зусилля були активізовані на третій і останній фазі LOPES, починаючи з 2010 року, коли було встановлено 10 нових антенних станцій, які дозволяють вимірювати повну поляризацію на кожній станції. Після багатьох наукових результатів, опублікованих у різних журналах, LOPES був остаточно вимкнений у 2013 році.

## Учасники проєкту
ASTRON (Двінгело, Нідерланди)
Інститут радіоастрономії імені Макса Планка (Бонн, Німеччина)
Радбодський університет (Неймеген, Нідерланди)
Інституту обробки даних та електроніки та Інституту ядерної фізики, обидва в Технологічному інституті Карлсруе (Карлсруе, Німеччина)
міжнародна колаборація KASCADE-Grande (Німеччина, Польща, Румунія та Італія)